# 財光寺
財光寺（ざいこうじ）は、宮崎県日向市中部の地域である。山下、長江団地、往還、切島山1～2、松原、比良、川路団地、山下町1丁目、往還町、
沖町、比良町1～5丁目がある。

## 概要
市の中部にあり、北は塩見川を境に富高地域、日知屋地域、新町地域に隣接する。南は赤岩川を境に平岩地域に、西は比良山を境に塩見に接している。
東は日向灘に面した小倉ヶ浜が広がっており、また日豊海岸国定公園の一部に指定されている。南北に国道10号、日豊本線、宮崎県道226号土々呂日向線、東九州自動車道が通る。
地名の由来は、日叡上人が建てた財光寺に基づいている。

## 住居表示
地内に、大字財光寺、財光寺沖町、財光寺往還町、比良町1丁目～5丁目、山下町1丁目がある。

## 沿革
1591年（天正19年）の「日向国五郡分帳」には見えず、古くは富高村か平岩村の一部だったと考えられる。また天正年間に日知屋村から分離したという説もある。
江戸期は日向国臼杵郡財光寺村で、はじめ延岡藩領であった。
1692年（元禄5年）からは、山陰・坪谷村一揆の影響で天領となり西国筋郡代(日田代官)支配地となる。
塩見川に架かる塩見橋は、日向国以南の諸大名により利用されていたが、1707年（宝永4年）の大地震と津波により流され、約120年後に架橋されるまで渡し舟が用いられた。
1868年（慶応4年）、富高県を経て、日田県に所属し、1871年（明治4年）日向国内の日田県管轄下と豊後国内の延岡藩領との交換により延岡藩に属する。
同年延岡県、美々津県を経て、1873年（明治6年）宮崎県、1876年（明治9年）鹿児島県、1883年（明治16年）からは宮崎県に所属する。
1884年（明治17年）からは東臼杵郡に属する。
1889年（明治22年）富高村の大字となり、1921年（大正10年）富島町、1951年（昭和26年）から日向市の大字となる。
1929年（昭和4年）海軍航空隊の練習場として富高飛行場が桃ノ木原で着工され、1935年（昭和10年）完成する。
戦後、外地からの引揚者などを入植させていたが、その後彼らに売り渡した。
1951年、戦災復興都市計画事業により、財光寺往還町と財光寺沖町が起立する。
1979年（昭和54年）、区画整理により一部が山下町が起立する。
1992年（平成4年）8月1日、比良地区区画整理事業により比良地区の一部が比良1〜5丁目に変更される。
1993年（平成5年）より財光寺南土地区画整理事業が始まる。

## 河川
- 塩見川
- 赤岩川

## 交通

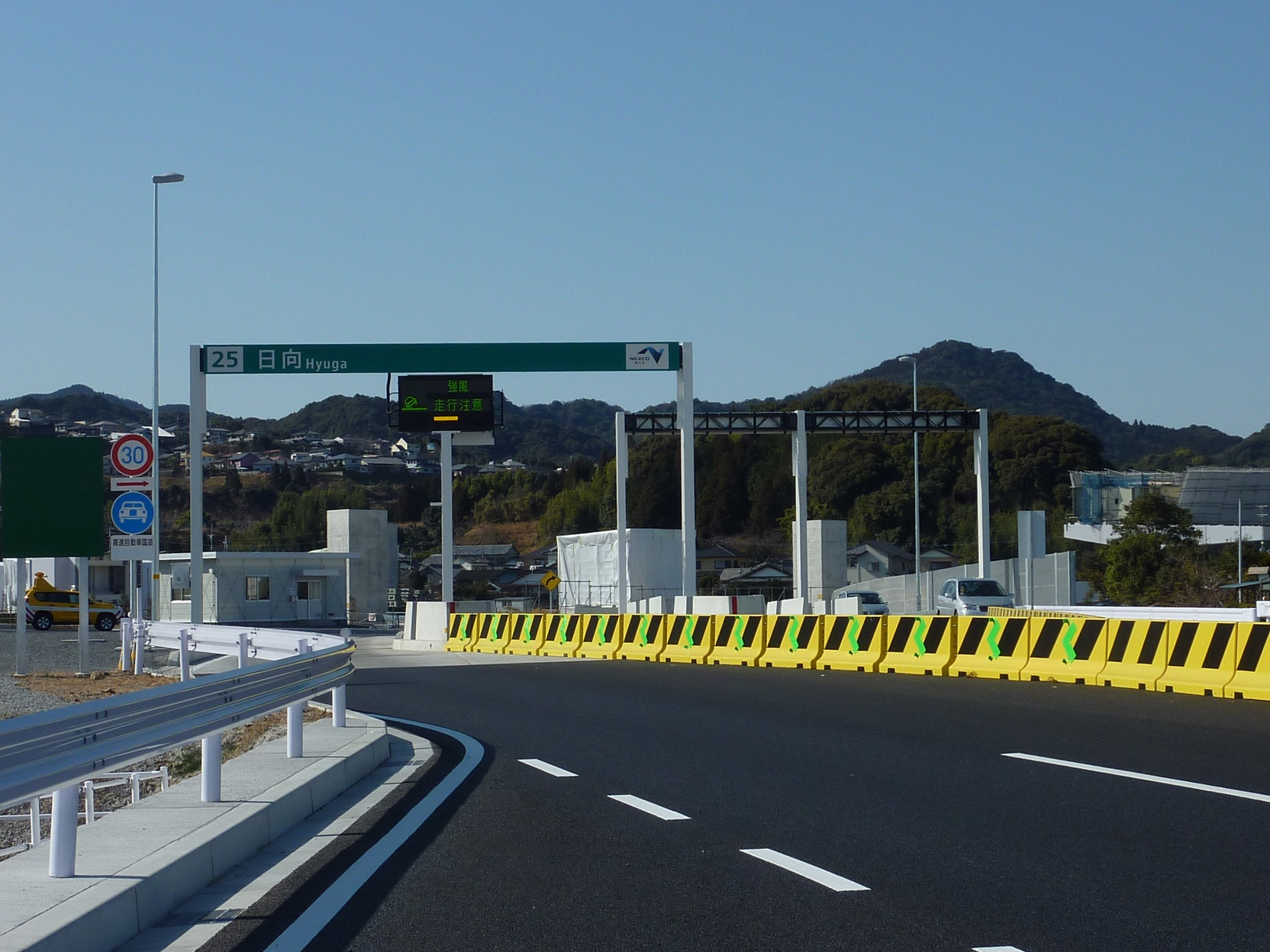
日向インターチェンジ

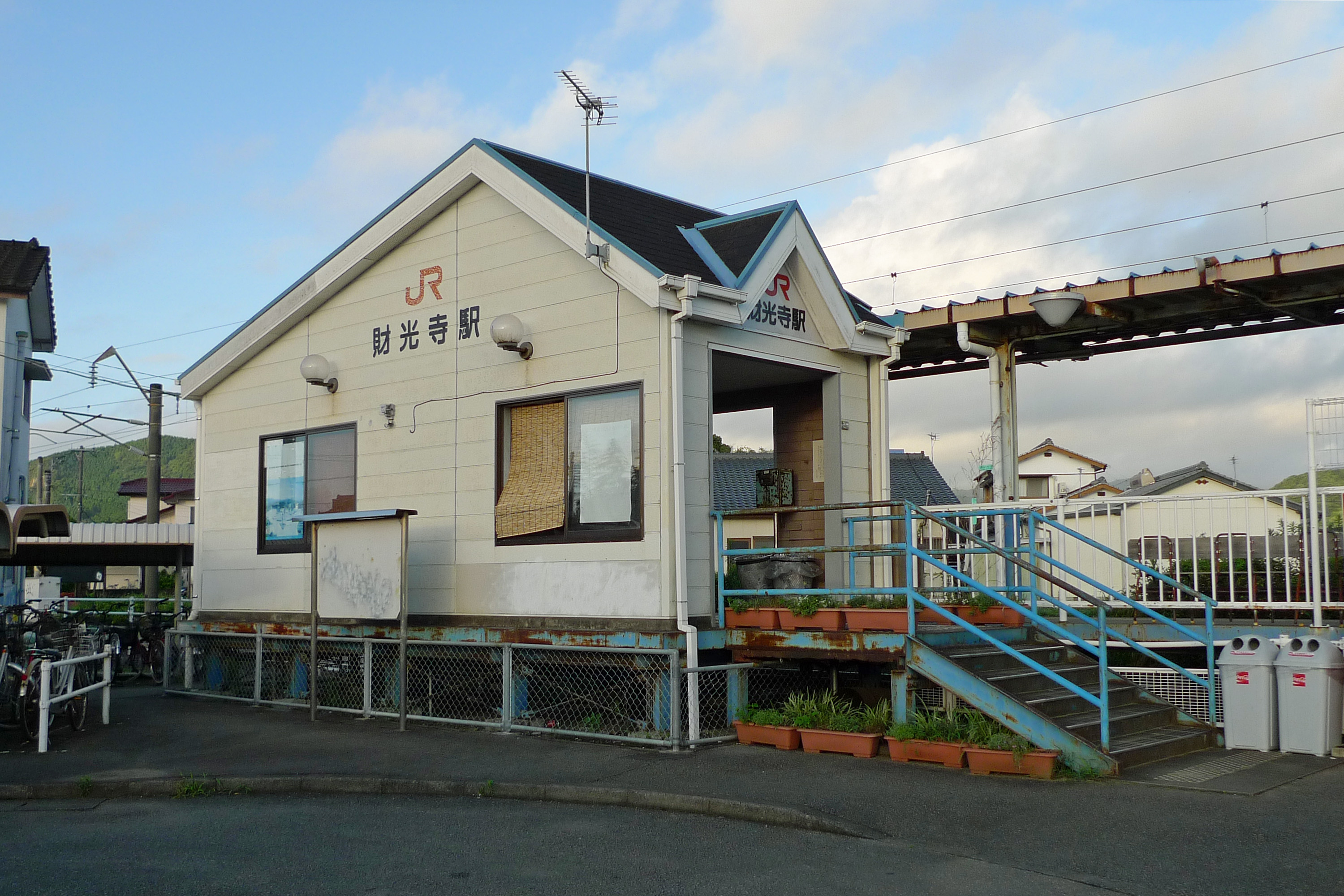
財光寺駅

### 道路
- 東九州自動車道 : 日向IC
- 国道10号
- 国道327号（日向バイパス）（赤岩通線）
- 宮崎県道15号日知屋財光寺線 : 小倉ヶ浜道路
- 宮崎県道226号土々呂日向線

### 鉄道
- 日豊本線 : 財光寺駅

### 路線バス
- ぷらっとバス
  - 南1コース[2]
  - 南2コース[3]
- 南部ぷらっとバス
  - バス停 : 山下、財光寺、沖町、松原、秋留入口、切島山

## 施設
- 教育

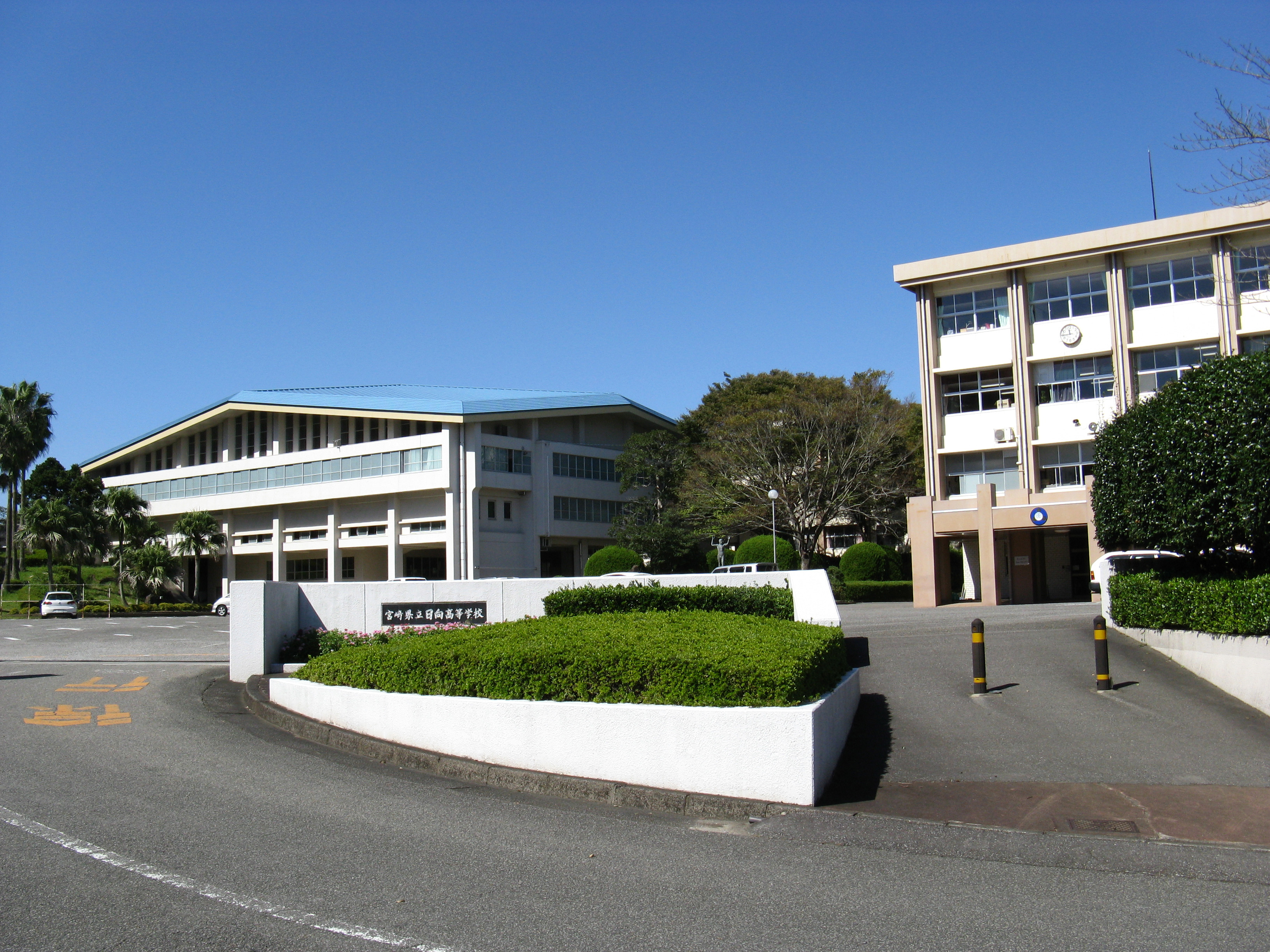
日向高等学校

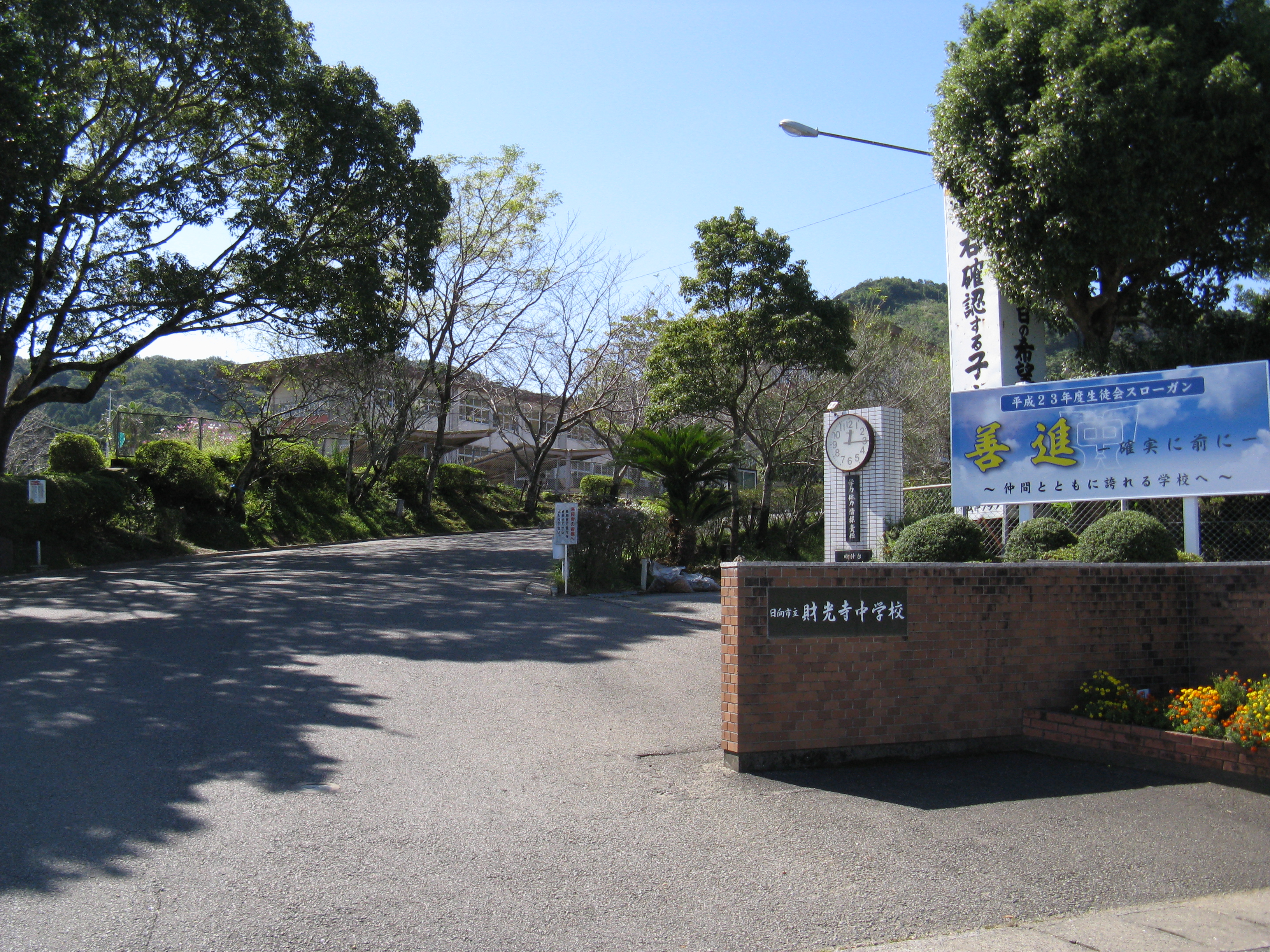
財光寺中学校

  - 宮崎県立日向高等学校 - 大字財光寺6265
  - 財光寺中学校 - 大字財光寺4863番地34
  - 財光寺小学校 - 比良町3丁目22
  - 財光寺南小学校 - 大字財光寺2867番地
- 福祉
  - 社会福祉法人日向市社会福祉協議会財光寺デイサービスセンター - 大字財光寺6547番地
  - 養護老人ホーム・ひまわり寮 - 大字財光寺4772番地1
  - 社団法人日向市シルバー人材センター - 大字財光寺847番地1
  - ひよこ保育園
  - 財光寺幼稚園
  - 財光寺南幼稚園
- 警察
  - 日向警察署財光寺駐在所 - 大字財光寺101番地
- 郵便
  - 日本郵便株式会社日向財光寺郵便局 - 大字財光寺往還町105番地1
  - 日本郵便株式会社下ヶ浜簡易郵便局 - 大字財光寺1201番地2

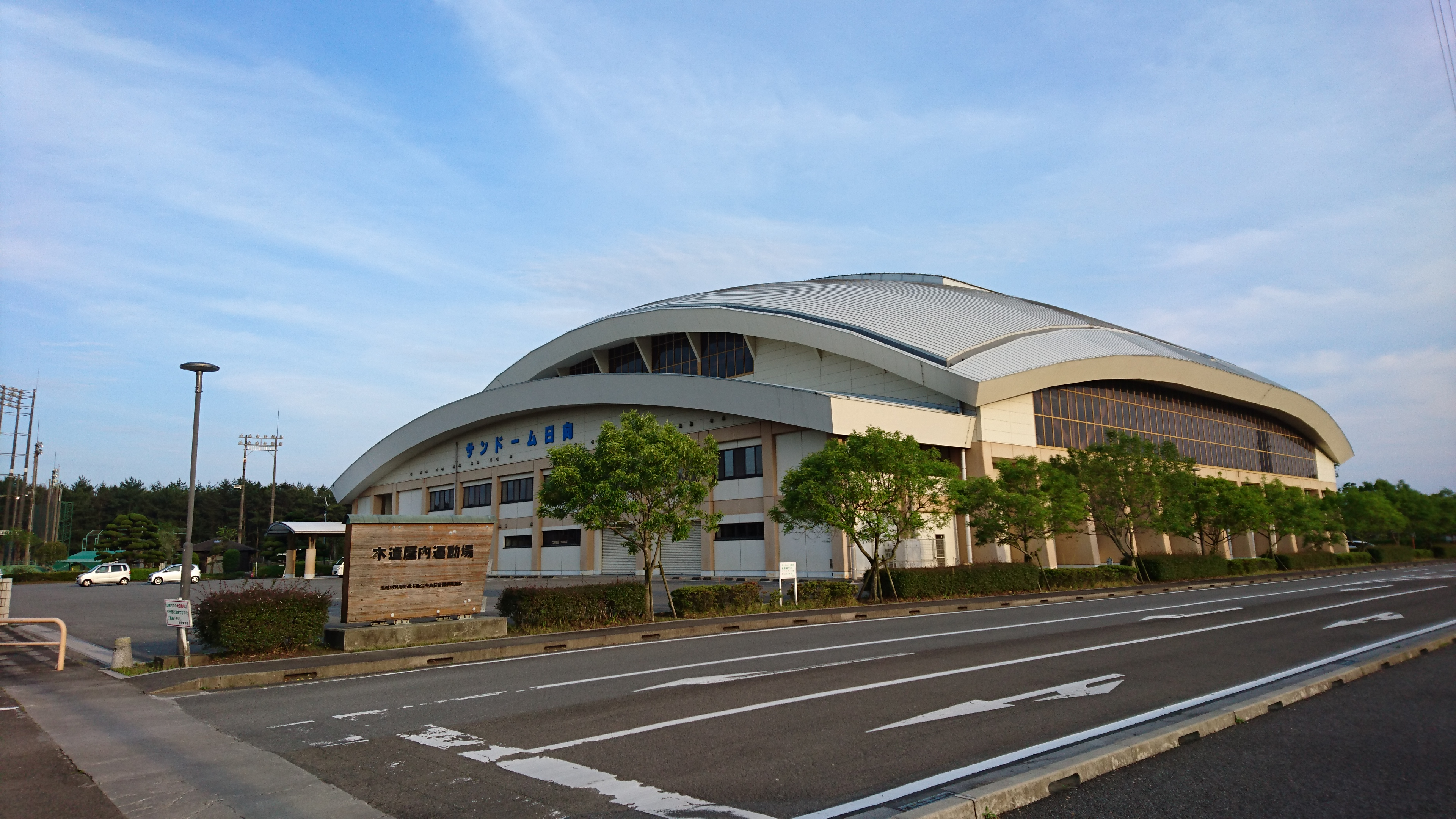
サンドーム日向（2016年5月）

- おもな公園

- - お倉ヶ浜総合公園 - 大字財光寺1942番地
  - 日向市お倉ヶ浜総合公園野球場 - 大字財光寺1942番地
- 寺院・神社
  - 定善寺 - 大字財光寺7295
  - 五十猛神社 - 大字財光寺往還町7260
- その他・官公庁
  - 南日本ハム本社工場
  - 日向自動車学校
  - 宮崎県日向食肉衛生検査所 - 大字財光寺字長江373
  - 日向東臼杵南部広域連合財光寺汚泥処理場 - 大字財光寺1131番地8
  - 日向市浄化センター - 大字財光寺1131番地1
  - 日向市公共施設管理公社 - 大字財光寺1942番地

## おもな店舗
- スーパーマーケット
  - マルイチ財光寺店
- ディスカウントストア・量販店
  - ヤマダ電機 テックランド日向店
  - ドラッグストアモリ（ドラッグストア）
  - コメリ日向店
  - ABCマート日向財光寺店
- コンビニエンスストア
  - セブンイレブン日向財光寺店
  - セブンイレブン日向松原店
  - ファミリーマート日向財光寺東店
  - ファミリーマート日向インター入口店
  - ローソン日向財光寺店